# Клавелл, Джеймс
Джеймс Клавелл (англ. James Clavell; имя при рождении: Чарльз Эдмунд Дюмареск Клавелл; англ. Charles Edmund Dumaresq Clavell; 10 октября 1921 — 7 сентября 1994) — американский писатель и сценарист, наиболее известный как автор романа «Сёгун», ставшего основой для одноимённых телесериалов 1980 и 2024 годов.

## Биография
Джеймс Клавелл родился 10 октября 1921 года в городе Сидней (Австралия). Его отец и дед были офицерами Британского Королевского ВМФ. Они сохранили в молодом Джеймсе любовь к историям о плаваниях в океанах, об экзотических портах и великих людях. Будучи сыном морского офицера, Клавелл жил во многих портовых городах Британского Содружества, включая Гонконг. Джеймс в раннем возрасте начал изучать восточную культуру. Его способность к языкам расширила его будущий литературный словарь.
После окончания средней школы в Англии, в возрасте шестнадцати лет, Клавелл последовал семейной традиции и выбрал военную карьеру. Однако вместо флота он попал в артиллерию. После начала Второй мировой войны Клавелл попал в джунгли Малайзии, где он был ранен, и несколько месяцев скрывался в деревне. В конце концов он был схвачен японскими солдатами и находился в плену до конца войны в двух японских лагерях. Один был расположен на острове Ява, а другой — печально известная тюрьма Чанги около Сингапура. В японском лагере военнопленных Чанги за годы войны содержалось около 50 тысяч военнопленных, 850 из них умерло. Это самый низкий показатель смертности среди военнопленных, в среднем в японских лагерях смертность составляла 27% от общей численности военнопленных.
Освободившись после победы из плена, он получил отпуск. Во время отпуска в Англии с ним произошёл несчастный случай, который оставил его хромым на одну ногу и заставил закончить военную карьеру. В 1946 году Джеймс поступил в Бирмингемский университет, где он встретил балерину и актрису Эприл Страйд. Они поженились 20 февраля 1951 года. Позже у них родились две дочери, Микаэла и Холли. Из-за профессии жены Джеймс часто посещал киностудии. Здесь он нашёл своё новое призвание. В течение нескольких лет он работал дистрибьютором фильмов, а в 1953 году все семейство переезжает в США. В Нью-Йорке Джеймс работает в телепроектах, но вскоре сбывается его мечта — он попадает в Голливуд. Он не сразу нашёл своё место в кино и некоторое время, чтобы кормить семью, работал плотником.
В 1958 году по первому сценарию Клавелла был снят фильм «Муха», который стал признанным классическим триллером. Следующий фильм Клавелла был «Ватуси» с Майклом Кейном в главной роли. Однако фильм не получил достойной критики. Приблизительно в это время Клавелл начал двигаться к новой цели: он захотел полностью управлять всем процессом создания фильма. Он не только пишет сценарий к фильму, но и производит его и продаёт. Его первой попыткой в этом «триединстве» был низкобюджетный фильм производства студии 20th Century Fox «Пять ворот в Ад» (1959), рассказывающий о работе французских санитаров в Индокитае.
В 1960 году Клавелл написал сценарий для фильма «Большой побег», а также стал его продюсером. В отличие от предыдущих работ, «Большой побег» с его звёздным составом (Стив Маккуин, Джеймс Гарднер, Ричард Аттенборо, Чарльз Бронсон, Джеймс Кобурн и Дэвид МакКаллум) стал большим успехом. За сценарий к этому фильму он получил награду Screen Writers Award. Успешная работа не давала Клавеллу забыть о кошмарах войны и плена. Его творчество пропитано конфликтами между нациями и расами. Эприл посоветовала ему выразить свои кошмары и воспоминания в письменной форме для того, чтобы переносить свои персональные конфликты и дилеммы на вымышленные характеры. Забастовка сценаристов 1960 года дала Клавеллу возможность начать писать его первый роман «Король крыс», изданный в 1962 году.
В 1963 году успешный сценарист, режиссёр, продюсер, а теперь ещё и писатель получил американское гражданство. В 1966 году Клавелл издает второй роман — «Тай-Пэн», а затем пишет ещё несколько сценариев и продолжает снимать фильмы, которые можно отнести или к чистому триллеру или к военной драме. В 1975 году Клавелл издает свой наиболее известный роман «Сёгун», вызвавший бурю восторженной литературной критики. Это произведение было экранизировано в 1980 году. В 1983 году Клавелл издает перевод книги Сунь-цзы «Искусство войны». В 1986 году выходит в свет «Азиатский цикл», несколько сценариев по изданным ранее романам и книги для детей. Последний роман Джеймса Клавелла «Гайдзин» был издан в 1993 году.
7 сентября 1994 года Джеймс Клавелл умер в Швейцарии на 73-м году жизни.

## Книги
Азиатская сага состоит из шести романов:
- Король Крыс (англ. King Rat), написана в 1962, время действия 1945, японский лагерь для военнопленных.
- Тай-Пэн (англ. Tai-Pan), написана в 1966, время действия 1841, Гонконг, 1-я книга о доме Струанов.
- Сёгун (англ. Shogun), написана в 1975, время действия 1600, средневековая Япония.
- Гайдзин (англ. Gai-Jin), написана в 1993, время действия 1862, Япония, 2-я книга о доме Струанов.
- Благородный дом (англ. Noble House), написана в 1981, время действия 1963, Гонконг, 3-я книга о доме Струанов.
- Ураган (в российском издании — «Шамал») (англ. Whirlwind), написана в 1986, время действия 1979, Иран, 4-я (последняя) книга о доме Струанов.

## Фильмы и мини-сериалы
Режиссёр, сценарист, продюсер
- Пять врат в ад (1959)
- Гулять как дракон (1960)
- Учителю, с любовью (1967)
- Сладкий и горький (1967)
- Где Джек? (1969)
- Последняя долина (Война крестоносцев) (1971)
- Детская история (ТВ) (1982)

Сценарист
- Муха (1958)
- Ватуси (1959)
- Большой побег (1963), также продюсер
- Эскадрилья 633 (1964)
- Ошибка Сатаны (1965)
- Король крыс (1965)
- Учителю, с любовью (ТВ) (1974)
- Сёгун (1980), также продюсер
- Тай-Пен (1986)
- Благородный дом (сериал) (1988), также продюсер
- Сёгун (2024), автор романа